# باتیر-مورزا
باتیر-مورزا (به لاتین: Batyr-Murza) یک منطقهٔ مسکونی در روسیه است که در داغستان واقع شده‌است.